# Paolo Nestler
Paolo Nestler (* 4. Juli 1920 in Bergamo; † 6. April 2010) war ein italienischer Architekt, Raumplaner und Designer.

## Werdegang
Nestler studierte von 1945 bis 1948 in Mailand und an der Technischen Hochschule in München. 1949 eröffnete er ein eigenes Architekturbüro in München. In den Jahren unmittelbar vor und während der Studentenunruhen stand er der Akademie der Bildenden Künste München von 1965 bis 1969 als Präsident vor.

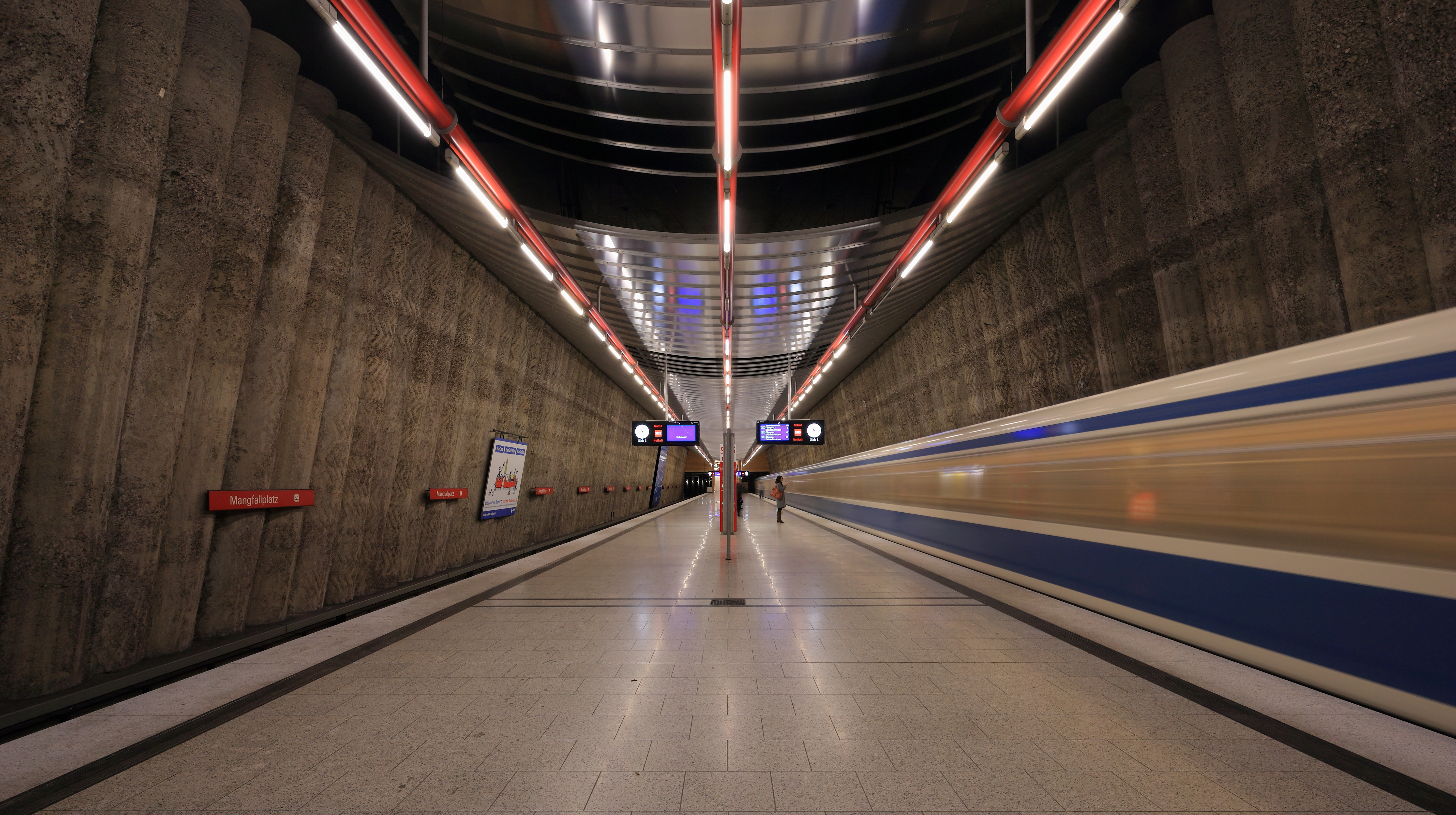
U-Bahnhof Mangfallplatz

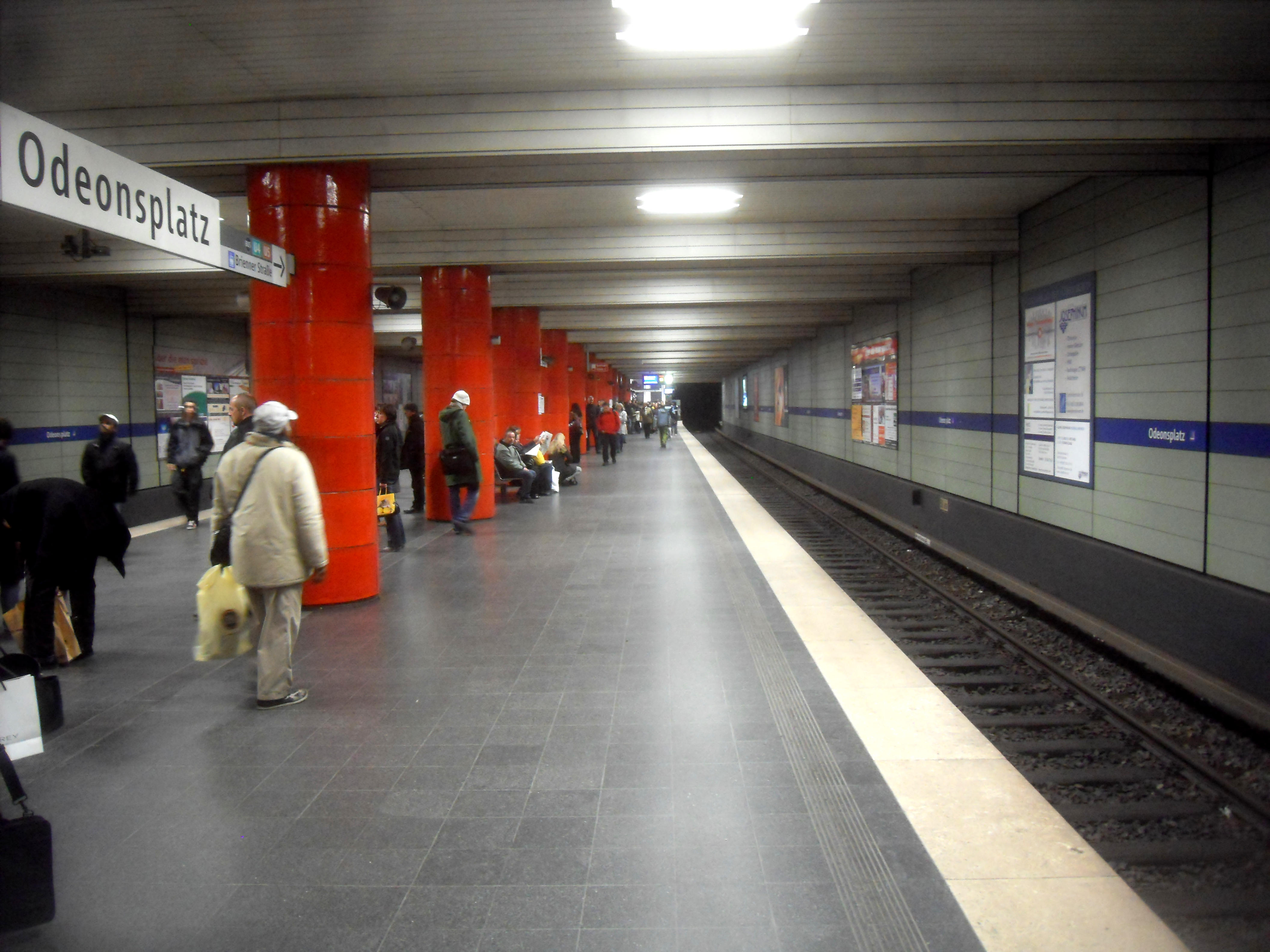
U-Bahnhof Odeonsplatz

Nestler zeichnet für die Gestaltung zahlreicher Eisdielen in den 1950er Jahren und U-Bahn-Bauten in München (Universität, Münchner Freiheit, Sendlinger Tor, Nordfriedhof, Giselastraße, Dietlindenstraße, Odeonsplatz, Goetheplatz, Implerstraße, Harras, Klinikum Großhadern, Mangfallplatz) verantwortlich. Er entwickelte Mitte der 1970er Jahre für Audi NSU die Farbpalette des von 1976 bis 1982 gebauten Audi 100 C2.
Nestler lebte zuletzt in Berg am Starnberger See.

### Lehrtätigkeit
Von 1959 bis 1985 war er Professor für Innenarchitektur an der Akademie der Bildenden Künste München.

### Mitgliedschaften
Ab 1968 war Nestler Mitglied der Akademie der Künste in Berlin - Sektion Baukunst.

## Bauten

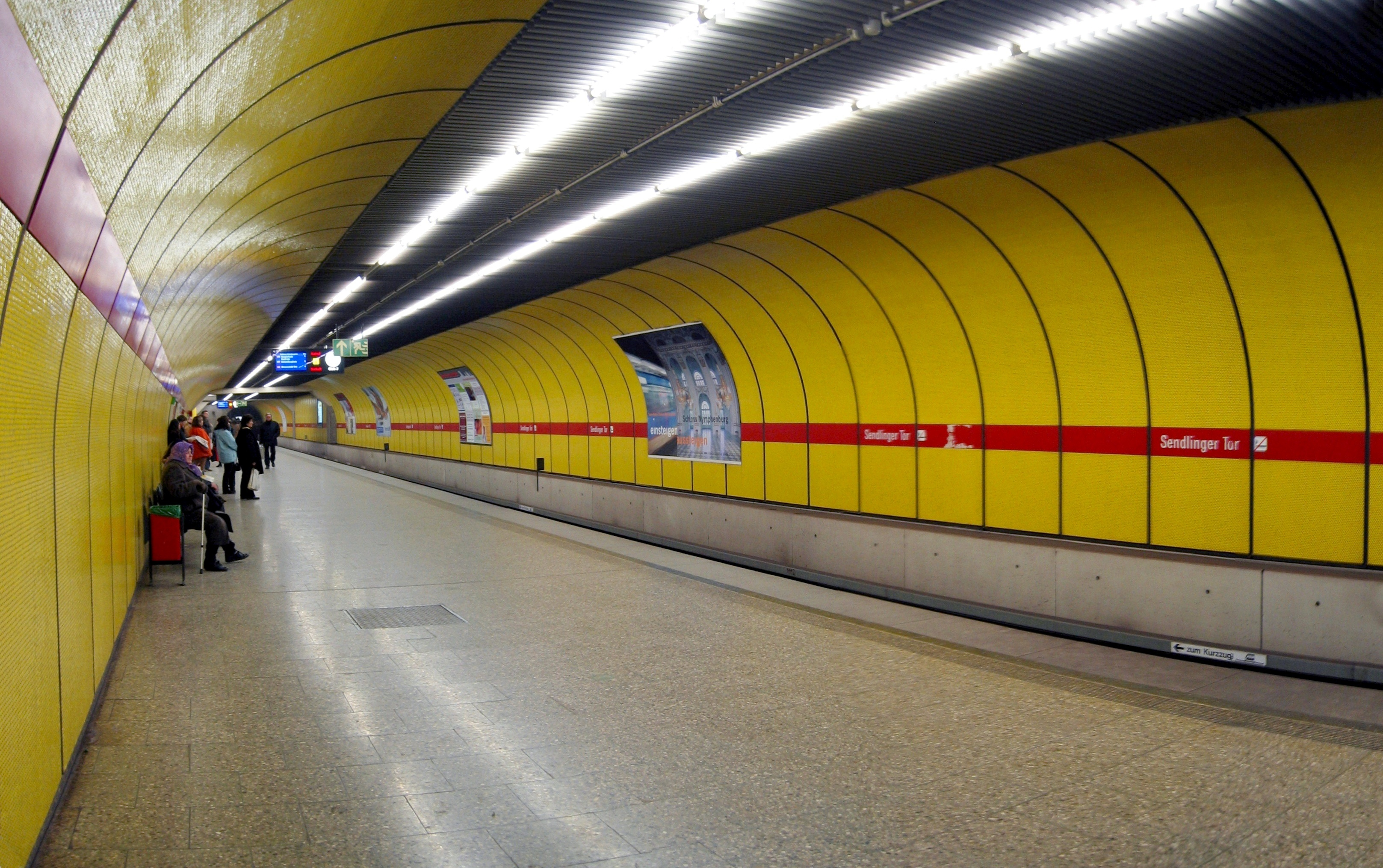
U-Bahnhof Sendlinger Tor

- 1951: Eiscafé Venezia - Leopoldstraße 31, München
- 1953: Filmtheater Messegelände Theresienhöhe, München
- 1956–1958: Erweiterungsbau des Deutschen Museums, München
- 1959: Geschäftshaus, München
- 1960: Gästehaus, Schwarzwald
- 1964: Geschäftshaus, München
- 1967: Kaufhaus Karstadt, Rosenheim
- 1972: Geschäftshaus, München
- 1972: temporäre Erweiterung des Hauses der Kunst während der Olympischen Sommerspiele mit zweigeschossigem Anbau über die volle Nordseite, Stahlrohrkonstruktion mit flächiger Verglasung
- 1972: Klangzentrum für experimentelle Musik, München
- 1975: Sozialzentrum, München
- 1977: Aussegnungshalle, Hofstetten
- 1978: Kaufhaus Karstadt, Rosenheim
- 1957–1979: Wohnhäuser, Deutschland, Schweiz, Italien
- 1979: Wohnanlage an der Amberger Straße, München
- 1979: Innengestaltung und Möbelentwürfe für das Foyer des UN-Sicherheitsrats, New York mit Günter Fruhtrunk
- 1979: Umbau von Bauten am Kärntner Ring, Wien
- 1976–1980: Innengestaltung des Hypo-Hauses, München
- 1982: Renovierung von zwei Grachtenhäusern, Amsterdam
- 1982–1986: Kreissparkasse am Sendlinger-Tor-Platz, München
- 1992: U-Bahnhof Großhadern mit Ingenieur Bernhard Behringer
- 1990–1996: Hotelbauten, Weimar, Erfurt
- 1990–1996: Wohnhaus eines Verlegers, Grünwald.
- 1971–1997: Gestaltung von zwölf Bahnhöfen der U-Bahn München[1]

## Preise
- 1975: BDA-Preis Bayern für U-Bahnhof Münchner Freiheit, München
- 2001: Verdienstkreuz 1. Klasse der Bundesrepublik Deutschland

## Ehemalige Mitarbeiter
- 1967–1970: Eberhard Stauß
- 1986–1987: Rudolf Hierl

## Ausstellungen
- 1953: Internationale Verkehrsausstellung, München
- 1957–1960: Neugestaltung zahlreicher Abteilungen im Deutschen Museum, München
- 1964 Deutscher Pavillon der Triennale, Mailand
- 1965: Internationale Verkehrsausstellung, München
- 1967: Deutscher Pavillon (einige Sektionen) der Weltausstellung, Montreal
- 1970: Ludwig II. und die Kunst, München
- 1971–1972: Neugestaltung zahlreicher Abteilungen im Deutschen Museum, München
- 1972: Weltkulturen und moderne Kunst, München
- 1957–1975: Zahlreiche Ausstellungen im In- und Ausland
- 1980: Ausstellung Paolo Nestler Architektur 1950–1980, München